# 국도 제1B호선 (베트남)
국도 제1B호선(베트남어: Quốc lộ 1B)은 랑선성 까올록현에서 타이응우옌까지 이어주는 총연장 135km의 거리를 이룬 베트남의 일반 국도이다. 그러나 이 국도의 주요 경유지는 까올록현, 반꽌현, 빈자현, 박선현, 보냐이현, 동히현 등이 있다.

## 자매 국도
- 국도 제1A호선 (베트남)